# Puebla, Baja California
Puebla är en ort i Mexiko.   Den ligger i kommunen Mexicali och delstaten Baja California, i den nordvästra delen av landet, 2 200 km nordväst om huvudstaden Mexico City. Puebla ligger 7 meter över havet och antalet invånare är 8 700.
Terrängen runt Puebla är mycket platt. Runt Puebla är det ganska tätbefolkat, med 58 invånare per kvadratkilometer. Närmaste större samhälle är Mexicali, 11,6 km nordväst om Puebla. Omgivningarna runt Puebla är i huvudsak ett öppet busklandskap.